# 宗伯宣
宗伯宣（1894年—1987年9月13日）。江蘇省宜興縣徐舍鄉美棲村人。民國37年（1948年）在江蘇省第二選區當選第一屆立法委員。

## 生平[1]
- 民國8年畢業於國立北京大學經濟學系，歷任北京臨時政府財政部主事、南京國民政府財政部公債司科長、財政部駐滬辦事處主任、宜興縣參議長、財政部駐港辦事處主任[2]
- 上海金城銀行誠孚公司總稽核，兼總務科長、人事科長
- 民國37年，當選立法委員，曾出席第一屆立法院第一會期經濟及資源委員會、財政及金融委員會，1951年自請辭職[3]
- 1987年9月13日離世